# Горбатенко, Сергей Борисович
Серге́й Бори́сович Горбате́нко (род. 19 января 1950, Калинин) — советский и российский историк архитектуры, эксперт по вопросам культурного наследия.
Исследователь истории русской архитектуры XVIII в., историко-культурных ландшафтов окрестностей Петербурга. Автор ряда проектов охраны и реабилитации исторических территорий (поля Невской битвы в Усть-Ижоре, ансамбля Константиновского дворца в Стрельне, усадьбы Н. С. Мордвинова, Дудергофско-Таицкого ландшафтного комплекса). Автор публикаций и участник конференций по вопросам истории и охраны культурного наследия.
Член авторского коллектива по разработке концепции и подготовке заявки на включение Санкт-Петербурга и окрестностей в Список всемирного наследия (1989—1990).

## Биография
Образование
Окончил Калининский политехнический институт (инженер, 1967—1972), Институт живописи, скульптуры и архитектуры имени И. Е. Репина (искусствовед, 1982—1988, дипломная работа «Ансамбль Большого дворца в Ораниенбауме. Формирование и развитие в первой половине XVIII века»), Nordic Centre of Traditional Crafts (Борнхольм Educational Island, 1998).
Профессиональная деятельность и членство в профессиональных организациях
Работал на предприятиях гидролизной промышленности Белоруссии и Ленинграда (1972—1981), в ленинградском институте «ЛенНИИпроект» (мастерская № 9, 1981—1989), в КГИОП (1989—2010), в музее «Нарвская застава» (2012—2016). Преподавал дисциплину «Охрана памятников истории и культуры» в СПбГИК (1994—2005).
Основатель Санкт-Петербургского отделения российского Национального комитета ИКОМОС (ИКОМОС СПб, 2010), председатель его Совета (2010—2019), член Совета (с 2019). Создатель и модератор веб сайтов http://icomos-spb.ru/ (2013—2019), http://heritage-expert.ru/ (с 2019), http://whl.spb.ru/ (с 2020).
Член группы волонтеров по возвращению международного статуса российскому Национальному комитету ИКОМОС (2015—2016).
Аттестованный эксперт по проведению Государственной историко-культурной экспертизы (с 2013).
Член Международного научного комитета ИКОМОС по историческим городам и селениям (ICOMOS-CIVVIH, с 2013). Член Международного совета музеев (ИКОМ).
Вице-президент Научного комитета по культурным ландшафтам российского Национального комитета ИКОМОС (с 2019).
Член Президиума ВООПИиК Ленинградской области (с 2012).

## Награды и премии
- Анциферовская премия (2003), в номинации «Лучшие научно-исследовательские работы»

### Монографии
- Горбатенко С. Б. Петергофская дорога: Ораниенбаумский историко-ландшафтный комплекс. — СПб.: Дмитрий Буланин, 2001. — ISBN 978-5-86007-242-8.
- Горбатенко С. Б. Петергофская дорога: историко-архитектурный путеводитель. — СПб.: Историческая иллюстрация, 2001. — ISBN 978-5-89566-132-1. — ISBN 978-5-8015-0316-5. — ISBN 978-5-89566-253-3. (2-е изд. — СПб., 2002, 3-е и 4-е изд. — СПб., 2013, 5-е изд. — СПб., 2022)
- Горбатенко С. Б. Пушкинский район Санкт-Петербурга: Муниципальный атлас: Исследование и оценка градостроительных структур и застройки в целях сохранения архитектурного наследия. / предисл. и поясннения М. И. Каратуева, Т. А. Славиной. — СПб.: Иван Фёдоров, 2002. — ISBN 5-93893-130-4.
- Горбатенко С. Б. Новый Амстердам: Санкт-Петербург и архитектурные образы Нидерландов = St. Petersburg and architectural images of the Netherlands. — СПб.: Печатный Двор, 2003. — 367 с. — ISBN 5-7062-0204-4.
- Горбатенко С. Б. Архитектура Стрельны. — СПб.: Европейский дом, 2006. — 374 с. — ISBN 978-5-8015-0228-1. — ISBN 5-8015-0228-9. (2-е изд. — СПб., 2008).
- Горбатенко С. Б. Всемирное наследие — исторический ландшафт Санкт-Петербургской агломерации = World Heritage — the Historical Landscape of the Saint Petersburg Agglomeration.. — СПб.: Зодчий, 2011. — 115 с. — ISBN 978-5-904560-02-7.
- Горбатенко С. Б. Дача княгини Е. Р. Дашковой Кирьяново. — СПб.: Историческая иллюстрация, 2012. — 93 с. — ISBN 978-5-89566-118-5.
- Горбатенко С. Б. Архитектура Ораниенбаума: Западная дистанция Петергофской дороги = Die Architektur Oranienbaums. Der estliche Abschnitt des Peterhofer Wegs = Architecture d'Oranienbaum. Rayon ouest de la Route de Peterhof = Architecture of Oranienbaum. Western distance of Peterhof road. — СПб., 2014. — ISBN 978-5-89566-142-0.
- Горбатенко С. Б. Архитектурные маршруты Петра Великого = Peter the Great's architectural Itineraries = Reisewege Peter I. in architektonischer Hinsicht = Itineraires architecturaux de Pierre le Grand. — СПб.: Историческая иллюстрация, 2015. — 374 с. — ISBN 978-5-89566-154-3.
- Горбатенко С. Б. Архитектор Андреас Шлютер. Жизнь и творчество. — СПб.: Историческая иллюстрация, 2023. — 188 с. — ISBN 978-5-89566-264-9.

### Редактура
- World Heritage — The Historical Landscape of the Saint Petersburg Agglomeration. Ed. by Gorbatenko, Sergey. — ICOMOS St. Petersburg National Branch. — Спб.: Зодчий, 2011. — 116 стр., ил. — ISBN 978-5-904560-02-7

### Методические разработки
- Горбатенко С. Б. Достопримечательные места как вид культурного наследия. Научное обоснование. // по заказу КГИОП. — СПб: институт «Спецпроектреставрация», 2004

### Избранные статьи и тезисы докладов
С. Б. Горбатенко — автор более 150 статей, а также многих научно-методических и проектных работ на правах рукописей по проблемам истории, охраны и реабилитации памятников, ансамблей и достопримечательных мест.
- Горбатенко С. Б. Исторические ландшафты окрестностей Санкт-Петербурга (проблемы изучения и охраны) // Петербургские чтения (к юбилею города). Тезисы докладов конференции. — СПб., 1992 — С.139—144.
- Горбатенко С. Б. Методическая концепция историко-ландшафтных комплексов (к проблеме охраны и возрождения культурного наследия окрестностей Петербурга) // Памятники истории, культуры и природы Европейской России. : Тезисы докладов V Всероссийской научной конференции «Проблемы исследования памятников истории, культуры и природы Европейской России». — Нижний Новгород, 1994 С. 166—167.
- Sergey Gorbatenko. Threats to the Historic Urban Landscape of St. Petersburg [Угрозы городскому ландшафту Санкт-Петербурга] // Heritage at Risk: ICOMOS World Report 2008—2010 on Monuments and Sites in Danger [Наследие в опасности: Всемирный отчет ИКОМОС 2008—2010 по памятникам и достопримечательным местам в опасности], рубрика «Национальные отчеты». — 2010 — С. 159—164.
- Горбатенко С. Б. Новый образ Летнего сада // Всероссийская конференция «Проблемы реконструкции и реставрации памятников исторического и культурного значения». — СПб., 2011. — С. 8—14; Первые Тихоновские чтения. Материалы конференции 15 ноября 2011 года. — СПб., 2012. — С. 144—154.

### Публикации в периодике
- Горбатенко С. Б. В рядах ИКОМОС существует «молчаливое большинство», готовое отдавать свои голоса по указанию начальства. gorod-812.ru. Город 812 (28 марта 2021).